# Zona Bananera
Zona Bananera es un municipio del departamento de Magdalena en el norte de Colombia. Su población supera los 56.000 habitantes.

## División política administrativa
Su cabecera municipal es Prado Sevilla, dividida en dos sectores (Estación y Sevilla). Además, en su periferia se encuentra las siguientes veredas: Media Tapa, Sacramento, Los Cauchos, La Barca, Los Cocos y 16 de Julio. 

### Corregimientos
Zona Bananera tiene bajo su jurisdicción varios centros poblados, que en conjunto con otras veredas, constituye los siguientes corregimientos:
| Corregimiento       | Centros Poblados                                                                        | Veredas                                                                          |
| Guacamayal          | - Guacamayal - La Agustina - La Paulina - Piloto                                        | Santa Rosa, La Bodega, Macondo y La Balsa.                                       |
| Guamachito          | - Guamachito - Patuca                                                                   | La Campana, Loma Colorá y La Bonga.                                              |
| La Gran Vía         | - La Gran Vía                                                                           | Cuatro Caminos, Polanco, Los Limones, San Pablo, La Victoria y San Martín        |
| Orihueca            | - Candelaria - Iberia - Orihueca                                                        | La Zuana.                                                                        |
| Palomar             | - Caño Mocho - Palomar                                                                  | La Tal y Los Ángeles.                                                            |
| Riofrío             | - Carital - El Mamón - El Reposo - Julio Zawady - Río Frío - El Salón - Portón de Morán | San Martín de Loba, Ceibales, La Olleta, La Josefina, Calabacito y Reposo Aguja. |
| San José de Kennedy | - San José de Kennedy                                                                   | El Campito.                                                                      |
| Santa Rosalía       | - Santa Rosalía                                                                         | La Mojana, Tagual, El Oasis, Campo Bretaña, La Tigra, 23 de Abril y Matecaña.    |
| Soplador            | - Casa Blanca - Ciudad Perdida - Soplador                                               | Mata Tigre, Montería, La Cuarenta y Marne.                                       |
| Tucurinca           | - Tucurica                                                                              | Las Mercedes, Beatriz, Ecuador y Guayaba.                                        |
| Varela              | - Valela                                                                                | San Pablo del Llano y Entrada de Varela.                                         |

## Geografía
Su territorio es mayoritariamente de relieve plano. 

### Hidrografía
Contiene los ríos Frío, Sevilla y Tucurinca.

## Actividad económica
En la agricultura, el cultivo del banano y de la palma africana. También se practican la ganadería y la agroindustria.
cosechas en variedades de frutas (mangos de todas las clases en especial el de azúcar, tommy, Hilaza, chancleta) principalmente el banano ya que es la zona bananera.

## Sitios turísticos
Balneario El Túnel, en Río Frío, Estación de Sevilla.La Mohana (Quebrada el Guaimaro), en La Gran Vía.
Balneario Corregimiento de Tucurinca (Las Piscinas Naturales, Balneario de la Vereda San José (Cruce del Río Sevilla (río frío) con la quebrada Santa Rosa (agua tibia)

## Historia
Fue elegido municipio mediante Ordenanza n.º 011 del 9 de agosto de 1999 y fue validado mediante referéndum aprobatorio el 10 de octubre de 1999. Su capital es Prado Sevilla, con 4.830 habitantes.

## Patrimonios
Cabecera del Corregimiento Riofrío.

## Principales festividades
- Fiestas patronales de la virgen del carmen de Orihueca 16 de julio
- Encuentro de gaiteros de Guacamayal
- Cumpleaños de Sevilla (7 de agosto)
- Fiestas Patronales San Martín de Tours del Corregimiento de varela y tucurinca (11 de noviembre)
- San Isidro Labrador en Riofrío (15 de mayo)

Encuentro Regional de Teatro de la Zona Bananera en Riofrío (31 de agosto)
- Festival Nacional e Internacional de Danzas, Ibsen Díaz Viloria.
- Día de la Afrocolombianidad en la Zona Bananera (22 de mayo)
- Fiestas Patrias de la independencia de Guacamayal (20 de julio)
- Fiestas Patronales de la Virgen de las Mercedes La Gran Vía (24 de septiembre)

## Comidas típicas
Guineo cocido con queso (cayeye) y café con leche; sancocho de gallina criolla, guineo paso, pescado frito con guineo o yuca  y arroz de cerca más conocido como arroz de palito o fideo.